# 石川河川公園
石川河川公園（いしかわかせんこうえん）は、大阪府柏原市から富田林市にある大阪府営の都市公園（広域公園）である。2021年現在、大阪府内の3業者で構成する「都市公園石川河川公園管理共同体」が、指定管理者となって管理している。

## 概要
大阪・南河内地域の石川河川敷を利用した、全長11.6kmの細長い公園。大きく5地区に分かれており、合計面積は172.6ha。
入園料は無料で、一部区域を除き24時間入園可能である。（パークゴルフ場除く）

## 沿革
- 1984年（昭和59年） -「大阪府緑のマスタープラン」策定
- 1986年（昭和61年） - 「石川あすかプラン」を基本構想
- 1992年（平成4年）1月 - 面積 172.6ha、延長 11.6ｋｍの石川河川公園として都市計画決定（172ha）
- 1995年（平成7年）4月 - 開設、供用開始（8.0ha）
- 1996年（平成9年）～2005年（平成17年） - 24.4haを追加開設 （開設面積 計32.4ha）
- 2006年（平成18年） - 駒ヶ谷地区外 19.9ha 追加開設 (開設面積 計52.3ha)
- 2007年（平成19年）7月 - 府営公園初のパークゴルフ場がオープン
- 2007年（平成19年）～2011年（平成23 年） - 18.9haを追加開設 （開設面積 計71.2ha）
- 2012年（平成24年）4月 - B 地区 2.5ha 開設 （開設面積 計73.7ha）
- 2014年（平成26年）1月 - 富田林市計画決定区域変更（83.4ha）

## 施設概要

### A地区
- 右岸
  - 玉手橋であいの岸辺
  - 玉手橋つどいの広場
  - あすか野草広場
- 左岸
  - 星の広場 – 宇宙をモチーフにした「星の広場」、「星座のターミナル」

### B地区
- 右岸
  - あすか歴史の里 – 全長500mのタイムスケール。
  - 古市スポーツ広場 - 11,577m2、サッカーなど可能だが、野球は禁止。
  - パークゴルフ場 - 1ラウンド18ホール・パー66、有料。
  - 遊具の広場 – 児童遊技場
  - バーベキュー広場 – 無料
  - 石川河川公園管理事務所（石川河川公園ビジターセンター）
  - 芝生広場
  - 駐車場 – 平日無料、土日・休日有料
- 左岸
  - あすか花回廊

### C地区
- 右岸
  - 自然ゾーン

### D地区
- 左岸･右岸
  - 自然ゾーン

### E地区
- 右岸
  - 西行うたのみち - 歌人西行法師を偲んでつくられた。
  - 千早いきいき広場 – 12種類の健康遊具
- 左岸
  - 千早つどいの広場
  - 千早花街道

## アクセス
- A地区 - 近鉄南大阪線 道明寺駅、西名阪自動車道藤井寺IC
- B地区 - 近鉄南大阪線 駒ヶ谷駅
- C地区 – 南阪奈道路羽曳野東IC
- D地区 - 近鉄長野線 喜志駅
- E地区 - 近鉄長野線 喜志駅･富田林駅